# Maria Cristina Ogier
Maria Cristina Ogier, née le 9 mars 1955 à Florence en Italie, morte le 8 janvier 1974 à Rome, est une jeune laïque italienne, malade, engagée dans le christianisme et dans le soutien aux œuvres caritatives. Elle est reconnue « vénérable » par le pape François le 20 mai 2023.

## Biographie
Maria Cristina Ogier naît à Florence le 9 mars 1955,,. Elle est la fille de Enrico Ogier, directeur de l'hôpital Carreggi de Florence.
Elle a quatre ans en 1959, quand elle commence à boîter. Après de nombreux examens, une tumeur cérébrale est diagnostiquée. Elle est emmenée en Suède dans le service du professeur Herbert Olivecrona (en), mais elle ne peut pas être opérée car la tumeur est située au centre du cerveau. Le professeur indique que son espérance de vie sera courte.
Chrétienne fervente et attentive aux démunis, elle fait précocement sa première communion et reçoit la confirmation, mais à ces occasions elle refuse les cadeaux et préfère que l'argent soit donné aux pauvres,.
En classe, elle se distingue et obtient de bons résultats au collège et au lycée. À côté de ses études, elle s'inscrit à l'Apostolat de la prière, prie beaucoup et participe chaque jour à la messe. Pendant deux ans, elle organise des collectes de fonds pour procurer un bateau médical pour les missions en Amazonie,. Sa santé continue à se dégrader, mais elle continue ses œuvres, visite les malades,,.
Elle est inscrite en faculté de médecine pour la rentrée 1973, mais sa santé ne lui permet plus d'aller en cours. Elle entre dans le Tiers-Ordre franciscain le 10 octobre 1973.
Maria Cristina Ogier meurt à Rome le 8 janvier 1974,,.

## Béatification
La cause en béatification de Maria Cristina Ogier est ouverte au plan diocésain, puis transmise auprès de la Congrégation pour la cause des saints. Le 20 mai 2023, le pape François autorise la promulgation du décret reconnaissant l'héroïcité de ses vertus, ce qui la proclame vénérable,,.